# Dicasterio para los Laicos, la Familia y la Vida
El Dicasterio para los Laicos, la Familia y la Vida es el dicasterio de la curia romana que tiene encomendada la valoración del apostolado de los laicos, la atención pastoral de los jóvenes, de la familia y su misión según el plan de Dios y de los ancianos, y la promoción y la protección de la vida. 
Fue instituido por el papa Francisco mediante el motu proprio Sedula mater, del 15 de agosto de 2016, uniendo en este nuevo dicasterio las tareas y funciones que tenían encomendados el Consejo Pontificio para los Laicos, y el Consejo Pontificio para la Familia. La constitución apostólica Praedicate evangelium en su reforma de la curia romana, mantiene ese dicasterio estableciendo sus contenidos y funcionamiento.

## Origen histórico de Dicasterio
Dentro de la aplicación del concilio Vaticano II, que insistió en el papel de los laicos en al vida de la Iglesia, Pablo VI, mediante el motu proprio Catholicam Chistri Ecclesiam, del 6 de enero de 1967, instituyó  el Consejo Pontificio para los Laicos , dirigido a la promoción y coordinación del apostolado de los laico.
En 1973 Pablo VI creó el Comité para la Familia, Tras la experiencia de ese Comité, Juan Pablo II, con el motu proprio Familia a Deo instituta, del 9 de mayo de 1981, instituyó el Consejo Pontificio para la Familia, 
La constitución apostólica Pastor Bonus, en la reforma de la curia romana por Juan Pablo II, precisó los cometidos de estos consejos y su estructura básica. El presidente de cada uno de ellos es asistido por un comité de presidencia formado por obispos; además entre los miembros figuran  fieles laicos que actúan en los diversos campos de actividad, y en caso del Consejo Pontificio para la Familia, sobre todo casados.
Al Consejo Pontificio para los Laicos se le encomienda animar y apoyar a los laicos a participar en la vida y misión de la Iglesia según su modo propio, individualmente o en asociaciones, sobre todo para que cumplan su peculiar oficio de impregnar de espíritu evangélico las realidad terrenas. Es competente para todo lo referente a las asociaciones laicales de fieles, ergiendo y aprobando los estatutos de las que tienen carácter internacional.
El Consejo Pontificio para la Familia promueve la atención pastoral de la familia y fomenta sus derechos y su dignidad en la Iglesia y en sociedad civil; se ocupa además de profundizar la doctrina sobre la familia y divulgarla; apoya y coordina las iniciativas en defensa de la vida desde su concepción y las referentes a la procreación responsable.
Mediante el motu proprio Sedula mater, del 15 de agosto de 2016, el papa Francisco erigió en la curia romana el Dicasterio para los Laicos, la Familia y la Vida, uniendo en esta nueva institución curial las tareas que venían realizando los Consejos Pontificios para los Laicos y para la Familia. La reforma de la curia romana operada por el papa Francisco mediante la constitución apostólica Praedicate evangelium, del 19 de marzo de 2022m mantiene este dicasterio, establece sus cometidos y competencias, fijando aquellas materias en las que debe actuar en coordinación con otros dicasterios.

## El Dicasterio tras la Praedicate evangelium
El Dicasterio para los Laicos, la Familia y la Vida es competente para la valoración del apostolado de los fieles laicos, la atención pastoral de los jóvenes, de la familia y su misión según el plan de Dios y de los ancianos, y para la promoción y la protección de la vida.

### Estructura y funcionamiento
El Dicasterio es presidido por el Prefecto, ayudado por el Secretario y de tres subsecretarios, y de un número adecuado de oficiales. El  Dicasterio queda integrado por sus propios miembros y consultores. Excepto el prefecto, que será un cardenal, todos los demás miembros pueden ser clérigos o laicos, y elegidos entre los diversos campos de actividad, casados o solteros, y de las diversas partes del mundo.
En su funcionamiento del Dicasterio se divide en tres secciones, una para los Laicos, otra para la Familia, y una última para la Vida.

### Cometidos
La const. apost. Praedicate evangelium, señala la línea de acción del Dicasterio, indicando cuando es el caso, su actuación en contacto y colaboración con las iglesias particulares, conferencias episcopales, estructuras jerárquicas orientales y con otras instituciones de la Curia.
- Alienta y promueve la vocación de los fieles laicos en la Iglesia y en el mundo (art. 129)
- Manifiesta la particular preocupación de la Iglesia por los jóvenes (art. 130)
- Profundizar la reflexión sobre la relación hombre-mujer en su respectiva especificidad, complementariedad e igual dignidad (art. 131)
- Estudia la cooperación entre laicos y ministros ordenados; evalúa y aprueba las propuestas de las conferencias episcopales para la institución  de nuevos ministerios (arts. 132-133)
- Acompaña la vida y desarrollo de las agregaciones de fieles y de los movimientos eclesiales, y reconoce y erige las de carácter internacional (art. 134)
- Promueve la pastoral del matrimonio y de la familia la transmisión de la fe en las familias, y estudia y profundiza en las causas de las crisis matrimoniales y familiares. (arts. 135-137)
- Apoya iniciativas en favor de la procreación responsable, así como la protección de la vida humana desde su concepción hasta su término natural, alienta a las organizaciones y asociaciones que ayudan a las familias y a las personas a acoger el don de la vida y para evitar el recurso del aborto. (art. 138)
- Estudia los principales problemas de la biomedicina, examina las teorías que se están desarrollando sobre la vida humana y la realidad del género humano; en estos temas procede de común acuerdo con el Dicasterio para la Doctrina de la Fe (art. 139)
- Sigue  las actividades de las instituciones, asociaciones, movimientos y organizaciones católicas cuyo propósito es servir al bien de la familia (art. 140).
- Colabora con la Pontificia Academia para la Vida, en protección y promoción de la vida humana; y con el Pontificio Instituto teológico Juan Pablo II, para las Ciencias del Matrimonio y de la Familia (art. 141).

## Dirección del Dicasterio
El papa Francisco, el 17 de agosto de 2016, nombró prefecto del dicasterio, que había sido instituido el día 15, al cardenal Kevin Joseph Farrell. Le asiste como secretario el padre Alexandre Awi Mello y dos subsecretarias, la doctora Linda Ghisoni para los laicos, y la subsecretaria para la Familia y la Vida  profesora Gabriella Gambino.

## Lista de prefectos
- Cardenal Kevin Joseph Farrell (desde el 15 de agosto de 2016)